# أندريه برزيتشكي
أندريه برزيتشكي (26 نوفمبر 1926 – 6 يناير 2011) هو مبارز بالسيف بولندي راحل، مثّل بلاده في الألعاب الأولمبية الصيفية 1952.

## روابط خارجية
أندريه برزيتشكي على موقع أوليمبيديا (الإنجليزية)
- أندريه برزيتشكي على موقع اللجنة الأولمبية البولندية (مؤرشف) (البولندية)